# Wiki-PR
Wiki-PR是一家諮詢公司，該公司主要為企業和個人在维基百科上建立廣告和宣傳性質的條目，以此來獲取利潤。
2013年，英文維基百科對可疑的傀儡賬戶進行用戶查核和調查，导致250多个维基百科账户被封禁，Wiki-PR開始受到媒体的关注。维基媒体基金会在调查后修改了其使用条款，要求任何有偿编辑维基百科的人要公开披露他们與條目主體的关系。不過在维基媒体基金会修改使用條款後，该公司仍继续违反使用条款进行未披露的编辑。